# Fülöp Noel
Fülöp Noel (Százhalombatta, 1988. január 29. –) magyar labdarúgó,

## Pályafutása
Fülöp Noel Százhalombattán született, a Ferencváros saját nevelésű játékosa. 2008 márciusában, a BKV Előre elleni másodosztályú bajnokin mutatkozott be a fővárosi zöld-fehér csapatban. 2012-ig 22 másod-és tíz első osztályú bajnokin lépett pályára a csapatban. A 2011-es tavaszi szezont a Szigetszentmiklósi TK csapatánál töltötte kölcsönben. 2012 nyarán a Siófok játékosa lett, de szeptemberben a Pécsi Mecsek FC elleni Ligakupa-találkozón súlyos kereszt- és oldalszalag-szakadást szenvedett. 2013 márciusában, féléves kihagyást követően tudott ismét edzésre jelentkezni. 2015 nyarán 
Soroksárra igazolt.